# Sénac
Sénac är en kommun i departementet Hautes-Pyrénées i regionen Occitanien i sydvästra Frankrike. Kommunen ligger i kantonen Rabastens-de-Bigorre som tillhör arrondissementet Tarbes. År 2022 hade Sénac 291 invånare.

## Befolkningsutveckling
Antalet invånare i kommunen Sénac
| Referens: INSEE |